# Акри
 Тази статия е за бразилския щат.  За града в Южна Италия вижте Акри (Италия).  
А̀кре (браз. произношение: [ˈakɾi], А̀кри) е един от 26-те щата на Бразилия. Разположен е в северозападната част на страната. Столицата му е град Риу Бранку. Акри е с обща площ от 152 581,39 км² и население 686 652 души (2006).

## Административно деление
Щатът е поделен на 2 мезорегиона, 5 микрорегиона и 22 общини.

## Население
686 652 (2006)
Урбанизация: 69,6% (2006)
Расов състав:
- мулати – 441 000 (66,5%)
- бели – 172 000 (26,0%)
- чернокожи – 45 000 (6,8%)
- азиатци и индианци – 4000 (0,7%)